# أولاد المرابط (النعيرات أولاد سليمان)
أولاد المرابط هو دُوَّار يقع بجماعة أولاد أمرابط، إقليم الصويرة، جهة مراكش آسفي في المملكة المغربية. ينتمي الدوّار لمشيخة النعيرات أولاد سليمان التي تضم 5 دواوير. يقدر عدد سكانه بـ 521 نسمة حسب الإحصاء الرسمي للسكان والسكنى لسنة 2004.

## روابط خارجية
- البوابة الوطنية للجماعات الترابية
- المندوبية السامية للتخطيط